# Ledeč nad Sázavou (zámek)
Ledeč nad Sázavou je hrad přestavěný na zámek ve městě Ledeč nad Sázavou v okrese  Havlíčkův Brod v kraji Vysočina. Zámecký areál je chráněn jako kulturní památka.

## Historie
Hrad byl založen nejspíše v první polovině třináctého století a jeho zakladatelem mohl být rytíř Slavek z Ledče, kterému král Přemysl Otakar II. v roce 1262 určil, aby potvrdil první trh v Hněvkovicích. Případné starší sídlo se nacházelo asi v blízkosti kostela svatého Petra a Pavla.

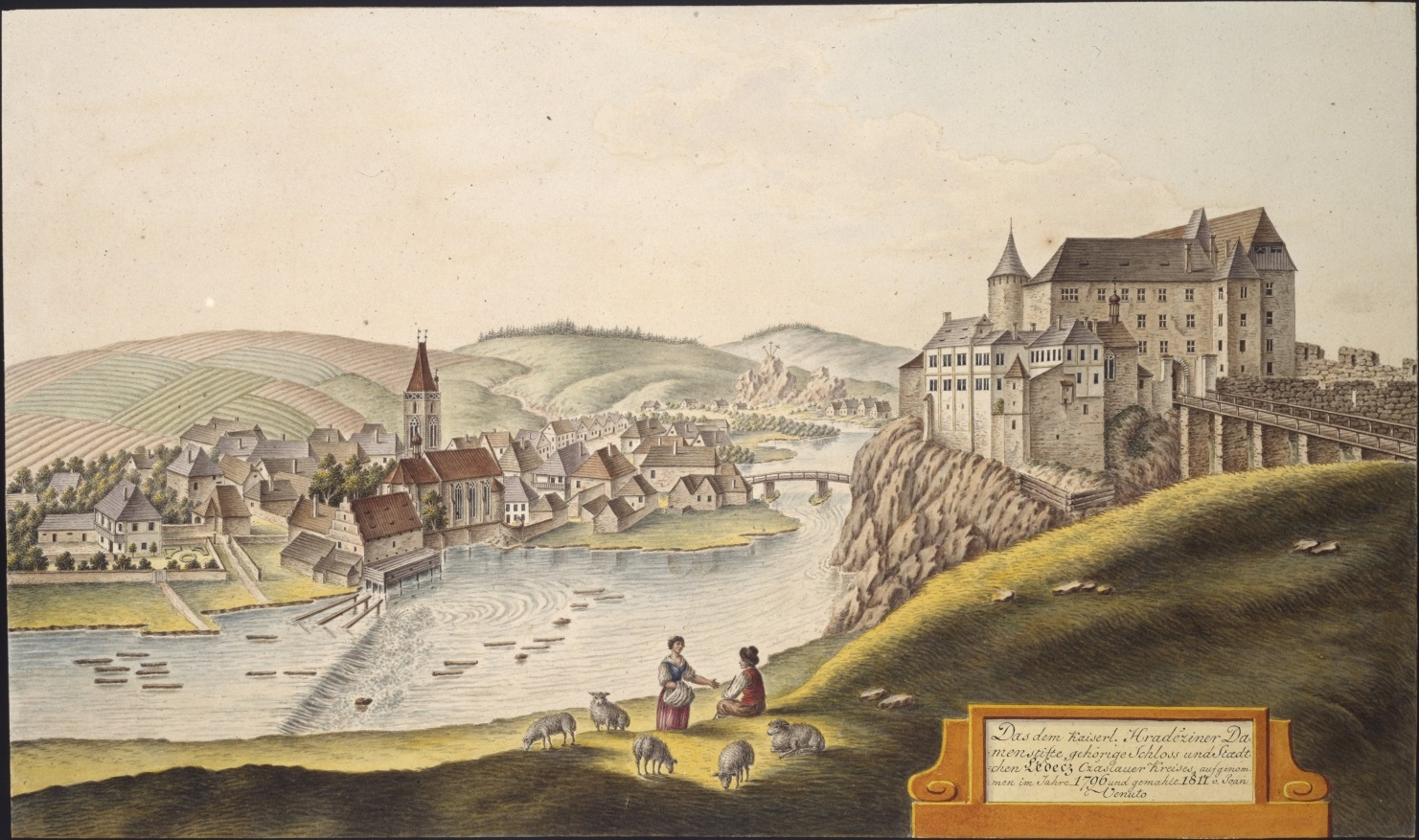
Ledeč nad Sázavou na obrazu Jana Antonína Venuta z přelomu osmnáctého a devatenáctého století

Prvními jistými držiteli hradu byli Ledečtí z Říčan, k nimž patřili bratři Petr, Diviš a Václav připomínaní roku 1367. Petr s Václavem zemřeli před rokem 1406 a hrad poté vlastnili Mikuláš starší a Mikuláš mladší Ledečtí z Říčan. Mikulášové byli bratři nebo spíše bratranci (synové Petra a Václava) a každý měl polovinu hradu. Další generací vlastníků byli bratři Jindřich a Jan Ledečtí z Říčan, synové jednoho z Mikulášů. Podle Tomáše Šimka byli syny Mikuláše mladšího a hrad zdědili po jeho smrti v době po roce 1442.
Jan Ledecký z Říčan zemřel roku 1488 a zanechal po sobě nezletilého syna Buriana Ledeckého, za něhož ledečské panství do roku 1501 spravoval Mikuláš Trčka z Lípy. Burian se oženil se Žofií ze Sovince, která na hradě 2. prosince 1509 zemřela spolu se dvěma dětmi, když se pod nimi propadla podlaha. Burian se dožil roku 1541 a hrad zdědila jeho jediná dcera Markéta. Ta si roku 1545 nechala ledečské panství zapsat do obnovených zemských desek. K hradu patřilo město Ledeč, pusté hrady Chřenovice a Lacembok, tvrz Bělá, vsi Chřenovice, Obrvaň, Jedlá, Pavlovice, Dobrá Voda, Bělá, Řeplice, Sychrov, Kozlov, Leština, Olešná, Dolní Prosíčka, Lhotka, Ostrov, Souboř, Hradec, Veliká, Habrek, Kožlí, Sechov, Trpišovice, Koňkovice a další majetek.

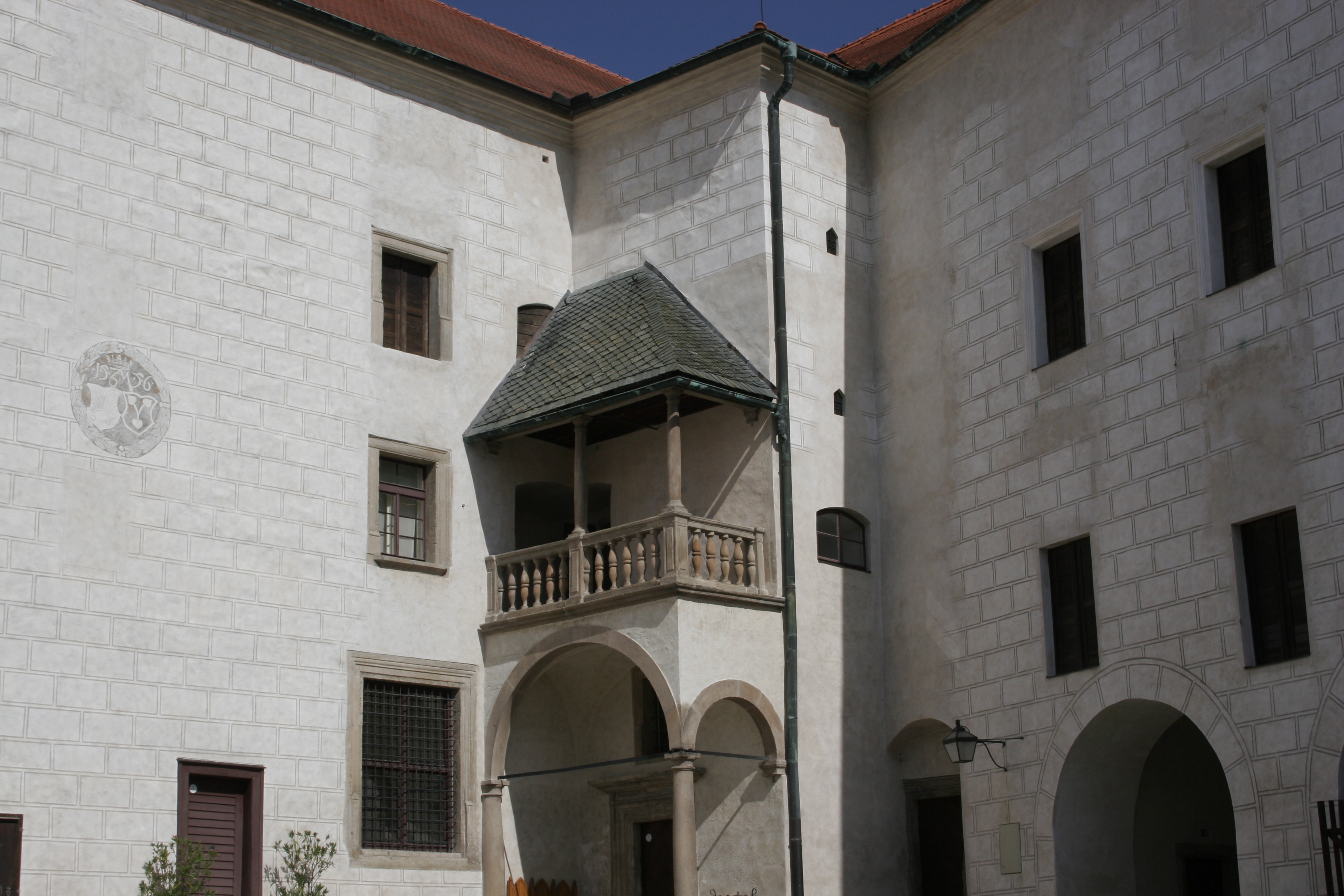
Nádvoří

Markéta se provdala za Zdeňka Meziříčského z Lomnice, zemřela 2. srpna 1556 v pražském Novém Městě a o tři dny později byla pohřbena v ledečském kostele. Také její manžel zemřel 16. června 1566 v Praze a pohřben byl v Ledči. Jejich syn Jan přežil otce jen o tři roky. Zemřel bezdětný 13. prosince 1569. Své manželce Johaně z Lípy odkázal šperky, nábytek nebo dobytek, ale ledečské panství zdědil Jaroslav Trčka z Lípy na Větrném Jeníkově. Někdy během života Zdeňka Meziříčského byl ledečský hrad přestavěn na renesanční zámek.

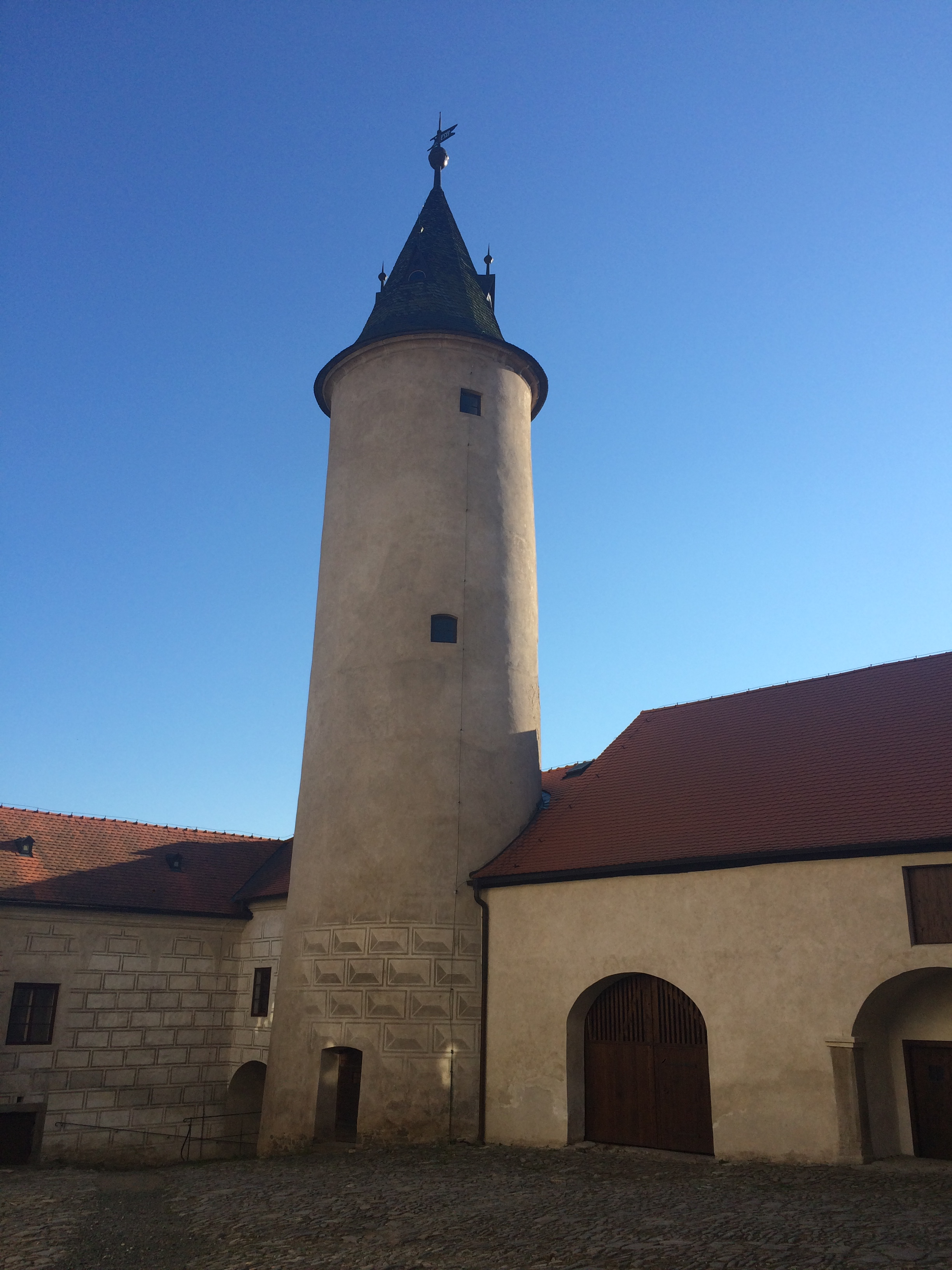
Bergfrit

Jaroslav Trčka sice roku 1570 Ledči potvrdil starší svobody, ale s odkazem na závěť Markéty Meziříčské městu odňal práva udělená příslušníky rodu Meziříčských z Lomnice. K panství v roce 1578 přikoupil vsi Tuněchody, Hroznětín a Knínické Hory. Nechal také sepsat dochované urbáře a zemřel roku 1588. V závěti odkázal Ledeč svým synům s výjimkou Jindřicha, který už v té době spravoval vlastní majetek, a ustanovil, že když synové zemřou bez potomků, panství přejde na vdovu Johanu ze Žerotína a dcery. Ty také měly na Ledči bydlet. Po otcově pohřbu však nejstarší Jindřich vtrhl na hrad, odkud nechal násilím odnést šperky, oděvy a jiné cennosti. Vdova Johana se s ním o majetek roku 1594 soudila, ale výsledek sporu není znám.
Mladší synové Jaroslava Trčky byli nezletilí, a majetek ze ně proto spravovala matka, Mikuláš Trčka na Želivi a hrabě Jiří z Gutštejna na Rýzmberku, kteří ledečské panství roku 1590 prodali za 42 500 kop českých grošů Burianovi Trčkovi z Lípy na Světlé a Veliši. Nový majitel zemřel 15. května 1591. Jeho tři synové Jan Rudolf, Maxmilián a Burian Mikuláš se o Ledeč, Světlou a Veliš nejprve dělili, ale roku 1594 spravoval Ledeč se Světlou pouze Maxmilián. Ten zemřel svobodný v roce 1597 a majetek po něm převzal starší bratr Jan Rudolf Trčka z Lípy.

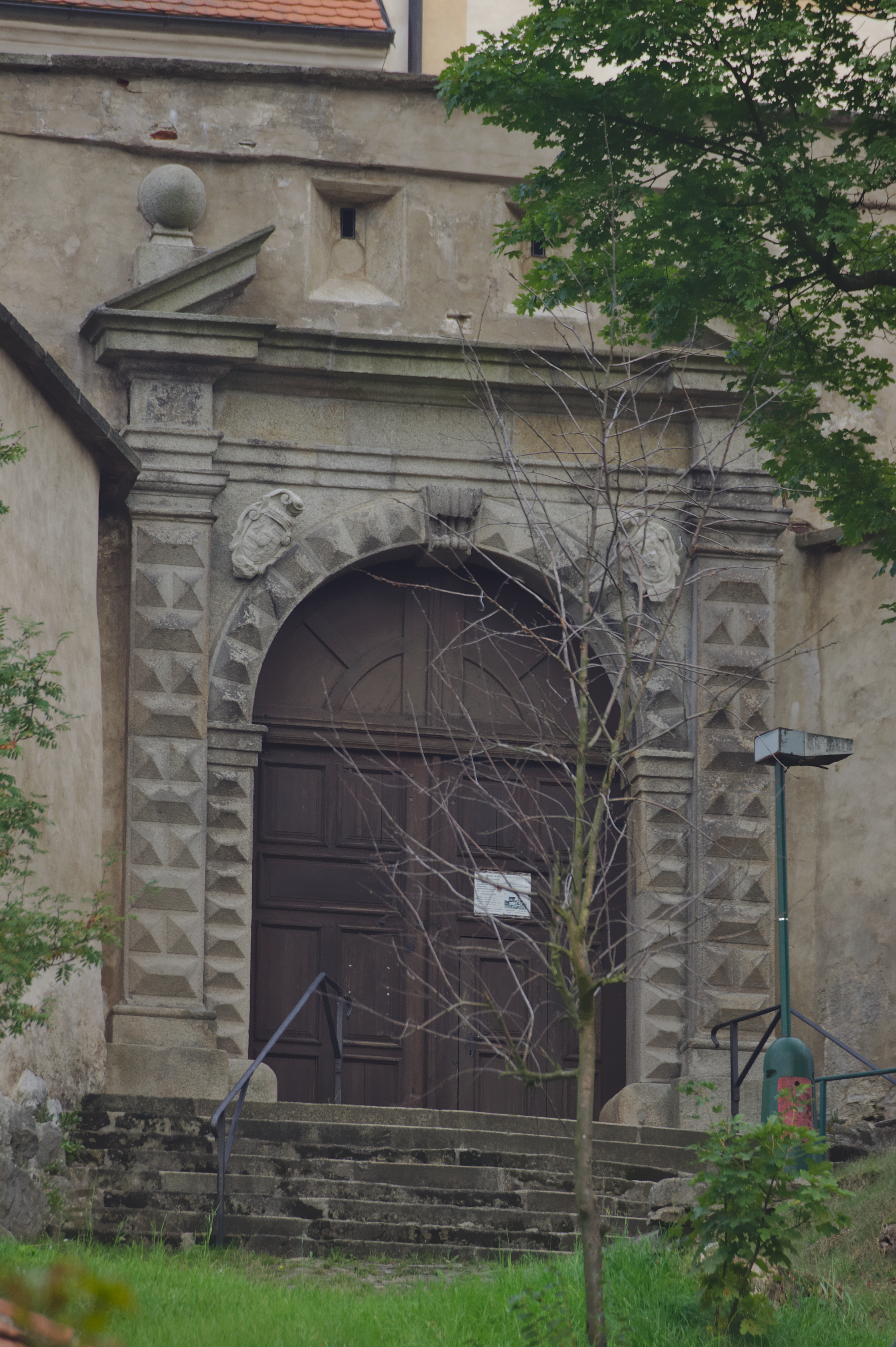
Barokní brána na dolní nádvoří

Jan Rudolf Trčka se oženil s Marií Magdalénou z Lobkovic a 23. listopadu 1598 prodal ledečské panství její matce Magdaléně, rozené Salmové. Ta veškeré své statky odkázala manželovi Ladislavu Popelovi z Lobkovic, ale po jeho smrti měly připadnout synům. O právo na majetek se však přihlásily také dcery. Vzhledem k zadlužení panství se dědicové 23. srpna 1608 dohodli tak, že dcery převedly své nároky na otce a bratra, kteří každé vyplatili tři tisíce kop míšeňských grošů. Ladislav zemřel roku 1609 a panství zdědil syn Jan Mikuláš z Lobkovic. Na rozdíl od svého otce nepotvrdil ledeckým jejich práva a utiskoval je natolik, že roku 1612 došlo ke zřízení komise, která měla vztah mezi vrchností a poddanými napravit. Výsledek sporu se nedochoval. Jan Mikuláš se oženil se svou sestřenicí Evou Eusebií Popelovou z Lobkovic, která se po manželově smrti v roce 1614 stala poručnicí statku. Velké dluhy ji přivedly až k zemskému soudu, který rozhodl o prodeji panství zpět Janu Rudolfu Trčkovi z Lípy.
Na začátku stavovského povstání v roce 1618 na zámku byla císařská posádka, ale když generál Karel Bonaventura Buquoy odtáhl od Čáslavi, vojáci z hradu utekli. Jiří Adam z Roupova si potom vynutil vstup do zámku, ze kterého odvezl munici do Čáslavi. Jan Rudolf Trčka nato nechal hrad obsadit svou pěší posádkou.
Po smrti Jana Rudolfa Trčky byl jeho majetek zkonfiskován. Dne 5. června 1636 král Ferdinand III. daroval ledečské panství baronu Adrianovi z Enkenfurtu, který ale musel zaplatit Trčkovy dluhy. Během třicetileté války ledečské panství v letech 1639 a 1643 plenili Švédové. Dalšímu nájezdu po bitvě u Jankova v roce 1645 zabránila jen Adrianova osobní známost a četné dary švédskému veliteli. Adrian statek odkázal synovi Janu Ferdinandovi z Enkenfurtu, který jej 18. ledna 1677 prodal za 132 500 zlatých hraběti Michaelu Osvaldovi z Thun-Hohensteinu.

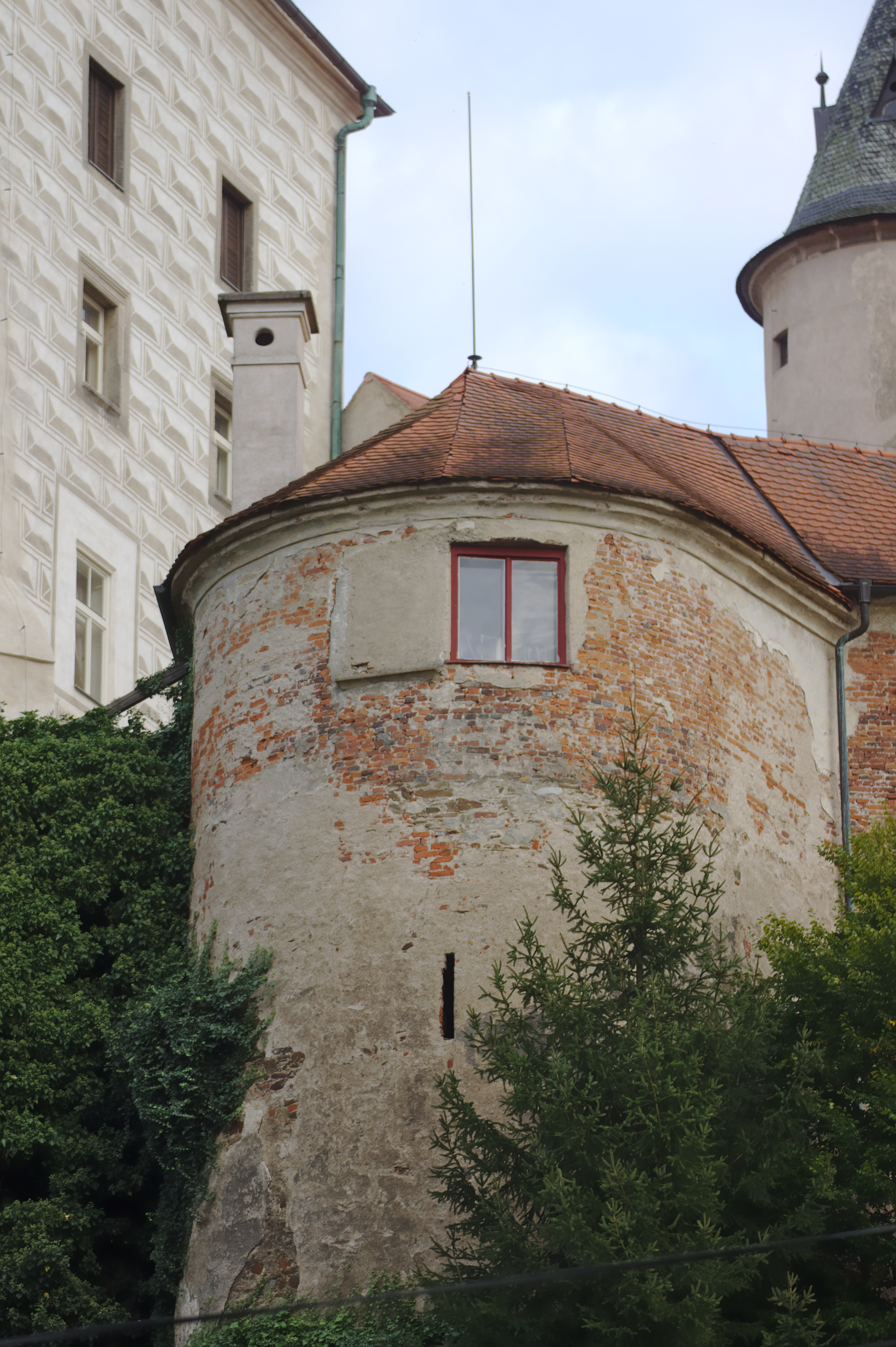
Bašta

Nový majitel si ledečský zámek oblíbil a nechal na něm postavit zámeckou kapli Nanebevzetí Panny Marie. Po jeho smrti panství nějakou dobu spravovala vdova a roku 1703 je získaly sestry Eleonora Barbora a Marie Magdaléna z Thun-Hohensteinu. Zprvu se o správu dělili, později byla jedinou majitelkou Marie Magdaléna, ale když 2. prosince 1708 v Ledči zemřela, zdědila vše Eleonora Barbora. Dne 11. listopadu 1718 Ledeč darovala knížeti Josefu Janu Adamovi z Lichtenštejna. Od něj Ledeč 27. září 1723 koupil hrabě Leopold z Věžník.
Císařský komoří Leopold z Věžník v Ledči 29. ledna 1730 zemřel. Vdova Marie Alžběta z Valdštejna panství spravovala do roku 1732, kdy dosáhl dospělosti jejich syn Ignác z Věžník. Ten zemřel 12. prosince 1733. Panství mělo připadnou jeho synovi Leopoldu Ondřeji Josefovi z Věžník, ale ten zemřel už 25. prosince 1733 a dědičkou se stala vdova po Ignácovi, Marie Anna, rozená ze Satzenhofu. Podruhé se vdala za hraběte z Verduga, ale zadlužené panství udržet nedokázala. Roku 1740 byla odhadnuta jeho cena a posléze připadlo Františce Bechyňové, rozené z Věžník. Ta roku 1750 panství prodala svobodnému pánovi Ignácovi z Kochu a ten je v roce 1753 přenechal za 240 000 zlatých císařovně Marii Terezii. Brzy poté proběhly úpravy velkého třípatrového paláce a během sedmileté války zámek sloužil jako kasárna jezdeckého oddílu. Z roku 1740 se dochoval popis zámku:
| „                         | Zámek Ledeč, který nad městem Ledčí a nad řekou Sázavou na vysoké skále od kameni vystavěný, však tuze sešlý jest a vynachází se při něm a to od mostu do zámku vjezd klenutý (brána), vpravo podzemní, pak jak vpravo tak i vlevo hospodářské sklepy, nad tím klenutým vjezdem veliký sál a zase k té straně dvoje na sobě klenutý pokoje, k druhé straně kaple klenutý dvě komory a zase rozdílné pokoje, sklepy, kuchyně klenutá a spižírna, dáleji k straně k městu též rozličný klenutý pokoje (nyní byty úřednické), komory a kuchyně, ve kterých kancelář, hospodářský oficírové, totiž hejtman, důchodní a purkrabě bydlí, pod nima maštale klenutý a byt pro vrátnýho a prostřed věž a při ní zase maštale. A pokládá se za tento starý zámek a za to též tu při zámku stojící staré stavení, do kterého se přes dolejší most jde a v něm někdy hospodářský oficíři bydleli, i za ty tu se vynacházející špatný a starý svršky 800 fl. rh. | “ |
| — popis zámku z roku 1740 | |   |

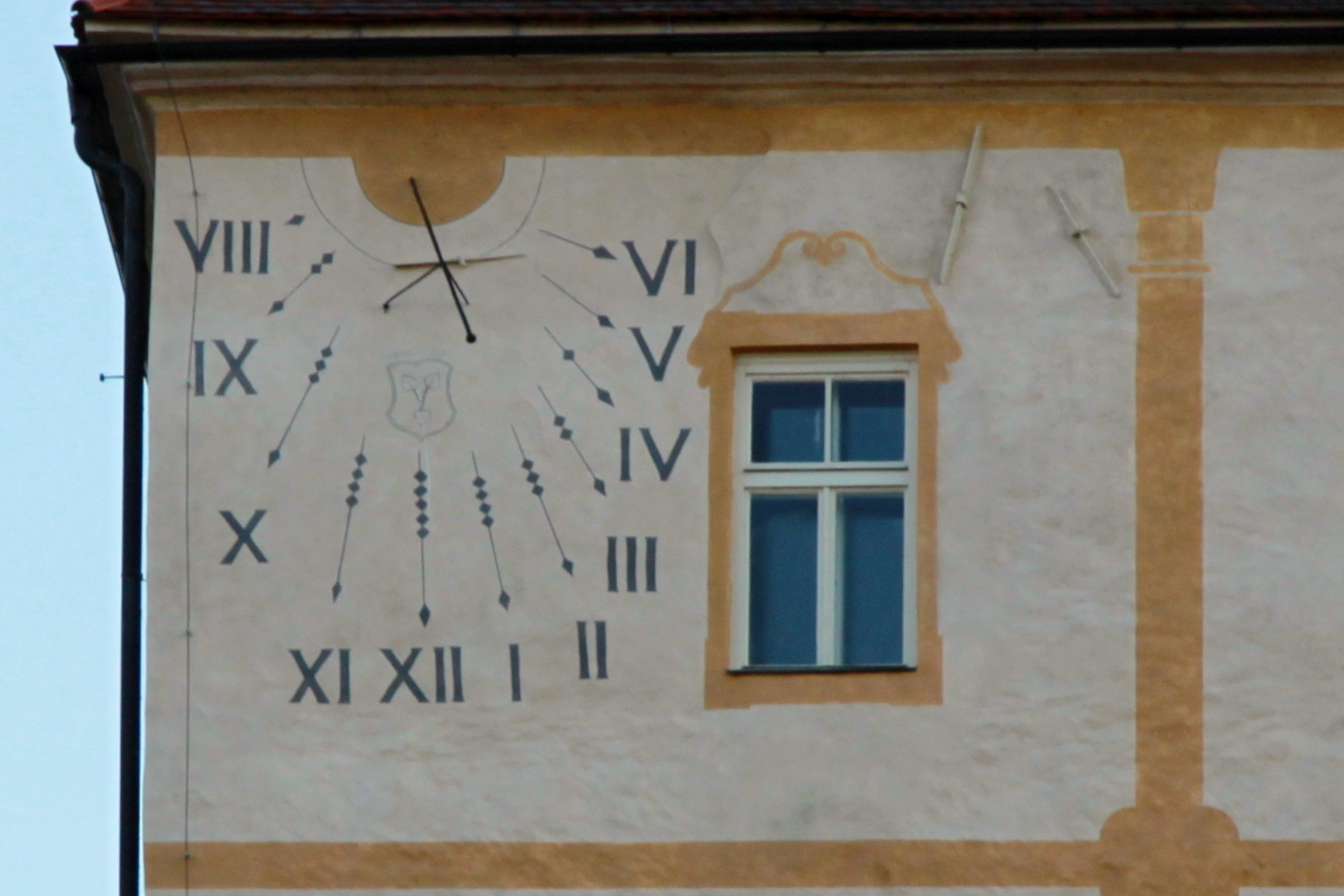
Sluneční hodiny

Od císařovny panství po roce 1763 koupil Tereziánský ústav šlechtičen, kterému zámek patřil až do první pozemkové reformy, při které byl v roce 1926 začleněn do státního podniku Československé státní lesy a statky. Dne 8. března 1879 vypukl v ledečském domě čp. 234 požár, který se přez šindelem pokryté střechy přenesl i na zámek. Požár trval několik dní. Zámek byl po požáru částečně opraven (původně dvoupatrová budova na západní straně druhého nádvoří byla snížena o patro), ale plná rekonstrukce neproběhla až do konce dvacátého století. Ve druhé polovině dvacátého století zámek patřil národními podniku Východočeské státní lesy, který v něm měl kanceláře a byty pro zaměstnance. Část zámku využívalo ledečské městské muzeum.
V roce 1999 většinový podíl vlastnictví zámku koupilo město Ledeč nad Sázavou a zbývající část patřila firmě Aquacomp Hard. Správou zámku byla pověřena nově založená společnost Hrad Ledeč nad Sázavou a byly zahájeny opravy areálu. V roce 2015 byly rekonstruovány jižní omítky. Pod jednou z vrstev se objevily sluneční hodiny, které se podařilo obnovit.

## Stavební podoba

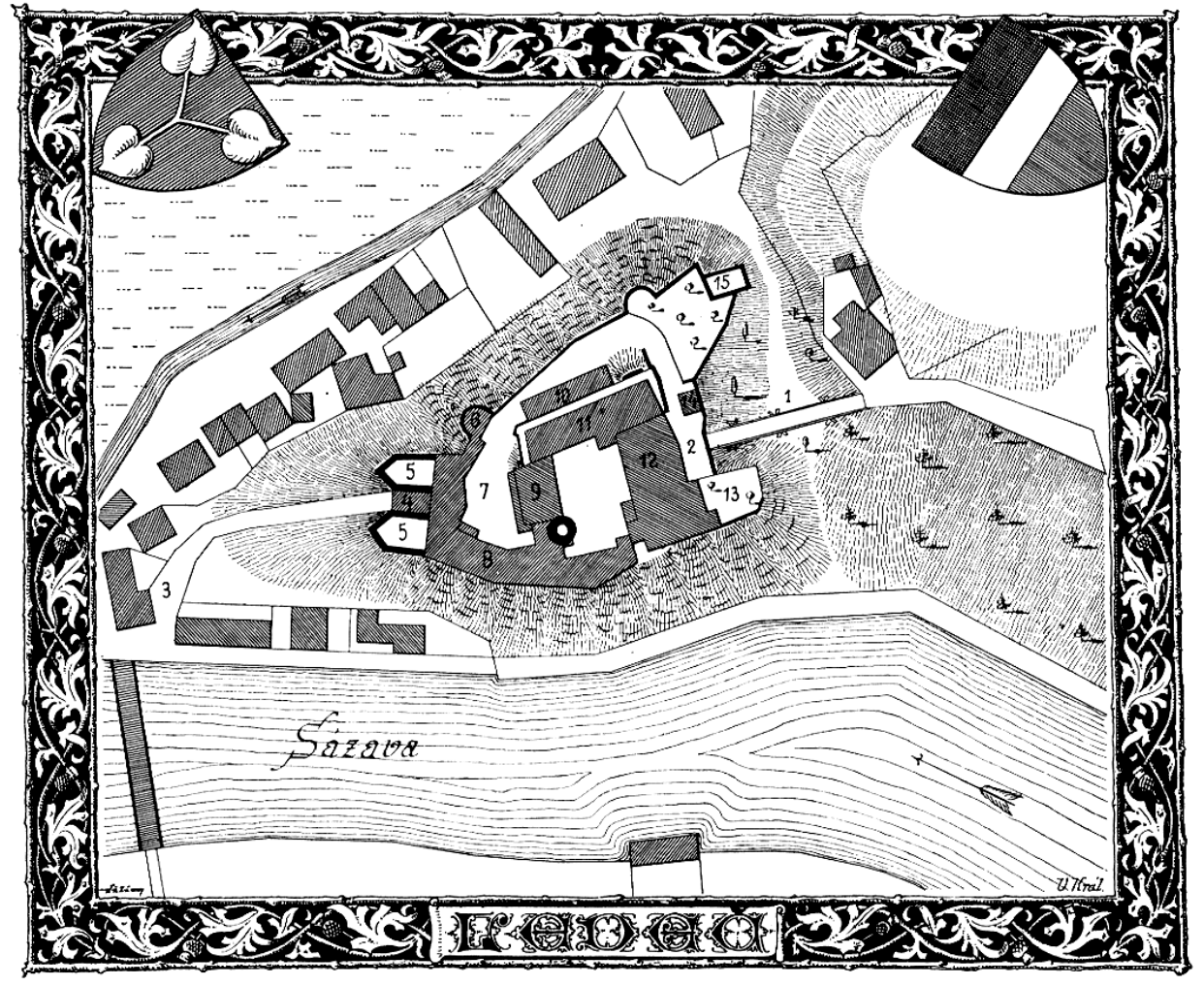
Půdorys hradu od Vojtěcha Krále z Dobré Vody publikovaný roku 1900

V první stavební fázi patřila Ledeč mezi hrady bergfritového typu. Dochovaly se z ní štíhlý okrouhlý bergfrit a trojprostorový palác s obloukovitě vypnutou vnější stranou na východní straně. Původní přístup vedl od západu, kde po jižní straně paláce cesta vstoupila na první parkánovité nádvoří a druhou branou u paty bergfritu pokračovala do hradního jádra. Ve druhé polovině patnáctého století došlo k rozsáhlé přestavbě, během které vzniklo nové vnější opevnění a hrad se stal průchozím. Nové brány se nacházely na západní a severovýchodní straně. Hradbu, která je spojovala zesilovala dvojice polokrouhlých, dovnitř otevřených bašt. V jádře byly rozšířeny obytné prostory a na začátku šestnáctého století byl postaven tzv. malý palác.

## Expozice
Zámek je veřejnosti přístupný v návštěvních hodinách. K dispozici jsou tři prohlídkové okruhy: vlastivědné muzeum a retro byt z padesátých let dvacátého století, expozice historických hodin a sklářství a dětský okruh Medvídkové království. Samostatně jsou přístupné Muzeum Jaroslava Foglara a věž.

## Zámek vkultuře
Na ledečském hradě se natáčela řada českých a zahraničních filmů.
- 1999: Bídníci (režie Josée Dayan)
- 2000: Bez rodiny (režie Jean-Daniel Verhaeghe)
- 2004: D´Artagnan a tři mušketýři (režie Pierre Aknine)
- 2005: Kletba bratří Grimmů (režie Terry Gilliam), Historie židů
- 2008: Bonbony
- 2009: Faust (režie Alexandr Sokurov)
- 2010: Micimutr (režie Vít Karas)
- 2011: Královská aféra (režie Nikolaj Arcek)
- 2012: Šťastný smolař (režie Jiří Strach)
- 2014: Wilsonov (režie Tomáš Mašín)
- 2016: Anděl Páně 2 (režie Jiří Strach)
- 2018: Čertí brko (režie Marek Najbrt)